# JTBC 프라임
《JTBC 프라임》는 2012년 11월 11일부터 2014년 2월 23일까지 JTBC에서 방송된 해외 우수 다큐멘터리 소개 프로그램이다.